# Ерскинг (Минесота)
Ерскинг (енгл. Erskine) град је у америчкој савезној држави Минесота.

## Демографија
По попису из 2010. године број становника је 503, што је 66 (15,1%) становника више него 2000. године.
| Група             | 2000.       | 2010.       |
| Белци             | 402 (92,0%) | 468 (93,0%) |
| Афроамериканци    | 1 (0,2%)    | 2 (0,4%)    |
| Азијати           | 0 (0,0%)    | 1 (0,2%)    |
| Хиспаноамериканци | 1 (0,2%)    | 10 (2,0%)   |
| Укупно            | 437         | 503         |